# ゴッドファーザー (カクテル)
ゴッドファーザー（Godfather）とは、ウイスキーベースのアマレットのアーモンド風味の香りと甘味、ウイスキーの濃厚さが特徴的なカクテルである。なお、ベースに使用するウイスキーの種類は特に決められていないが、スコッチ・ウイスキーが使用されることが多い。

## 由来
このカクテルは小説『ゴッドファーザー』をイメージして作られた。小説の著者（マリオ・プーゾ）はイタリア人であり『ゴッドファーザー』はイタリア系アメリカ人マフィアを描いた作品であるため、イタリア産リキュールのアマレットが使用された。また、劇中の時代は禁酒法が敷かれており、アメリカンマフィアはスコッチを密輸して稼いでいたというイメージからスコッチが使用されたと言われている。

## 標準的なレシピ
- ウイスキー 45ml
- アマレット 15ml

### 他のレシピ
国際バーテンダー協会(IBA)では、ウイスキーとアマレットを等量にしたものがオフィシャルレシピとなっている。
- ウイスキー 35ml
- アマレット 35ml

### 作り方
ウイスキー、アマレットを、氷を入れたオールド・ファッションド・グラスに入れステアする。

## バリエーション
- ウイスキーをウォッカに変えると「ゴッドマザー」になる[6]。
- ウイスキーをブランデーに変えると「フレンチ・コネクション」になる[6]。
- アマレットをドランブイに変えると「ラスティ・ネイル」になる。なおラスティ・ネイルのベースはスコッチ・ウイスキーが指定されている。